# Club Deportivo Corona
El Club Deportivo Corona es un equipo de fútbol mexicano que jugó en la Liga Amateur de Jalisco antes de la profesionalización y creación de la segunda división mexicana. Tiene como sede de sus partidos la ciudad de El Salto (Jalisco).

## Datos del club
- Nombre: CLUB DEPORTIVO CORONA A.C.
- Causa Básica: CULTURA, EDUCACIÓN Y DEPORTE
- Dirigente: JOSÉ PASTOR MARTÍNEZ BARBA
- Cargo: PRESIDENTE
- Dirigente: JOSÉ IGNACIO MARTÍNEZ REYNAGA
- Cargo:  SECRETARIO
- Domicilio: ZARAGOZA n.º 200
- Colonia: CENTRO
- C.P.: 45680
- Localidad: EL SALTO

## Historia
El equipo es fundado por un grupo de trabajadores dedicados a la industria textil el 20 de octubre de 1916 al poco tiempo ingresa al fútbol organizado participando en la "Liga Obrera", donde participaban equipos como el Río Grande, la Universidad, El Buen Tono, Correos, Estadio, Tigres, Alas, entre otros.
Tiempo después ingresan a la Asociación de Fútbol del estado de Jalisco, iniciando su competencia en las divisiones inferiores de la Liga Amateur de Jalisco.

## Actualidad
En la actualidad el Club Deportivo Corona sigue existiendo, jugando en la LIGA MAYOR de la Asociación De Futbol Del Estado De Jalisco, A. C.

## Jugadores

### Jugadores destacados
- Prudencio Cortés Sánchez
- Pablo "Pablotas" González
- Adolfo González